# Austroclimaciella luzonica
Austroclimaciella luzonica är en insektsart som först beskrevs av Herman Willem van der Weele 1909. 
Austroclimaciella luzonica ingår i släktet Austroclimaciella och familjen fångsländor. Utöver nominatformen finns också underarten A. l. maculata.